# 34760 Ciccone
34760 Ciccone este o planetă minoră (asteroid), cu un diametru de 5,665 km, din centura de asteroizi. A fost descoperită pe 26 august 2001 la Observatorul Desert Eagle de William Kwong Yu Yeung și a fost numită după Madonna. 
Obiectul prezintă o orbită caracterizată de o semiaxă mare de 2,7783629 UAi, o excentricitate de 0,09, o înclinație de 2,96136 ° în raport cu ecliptica.